# Merigar West

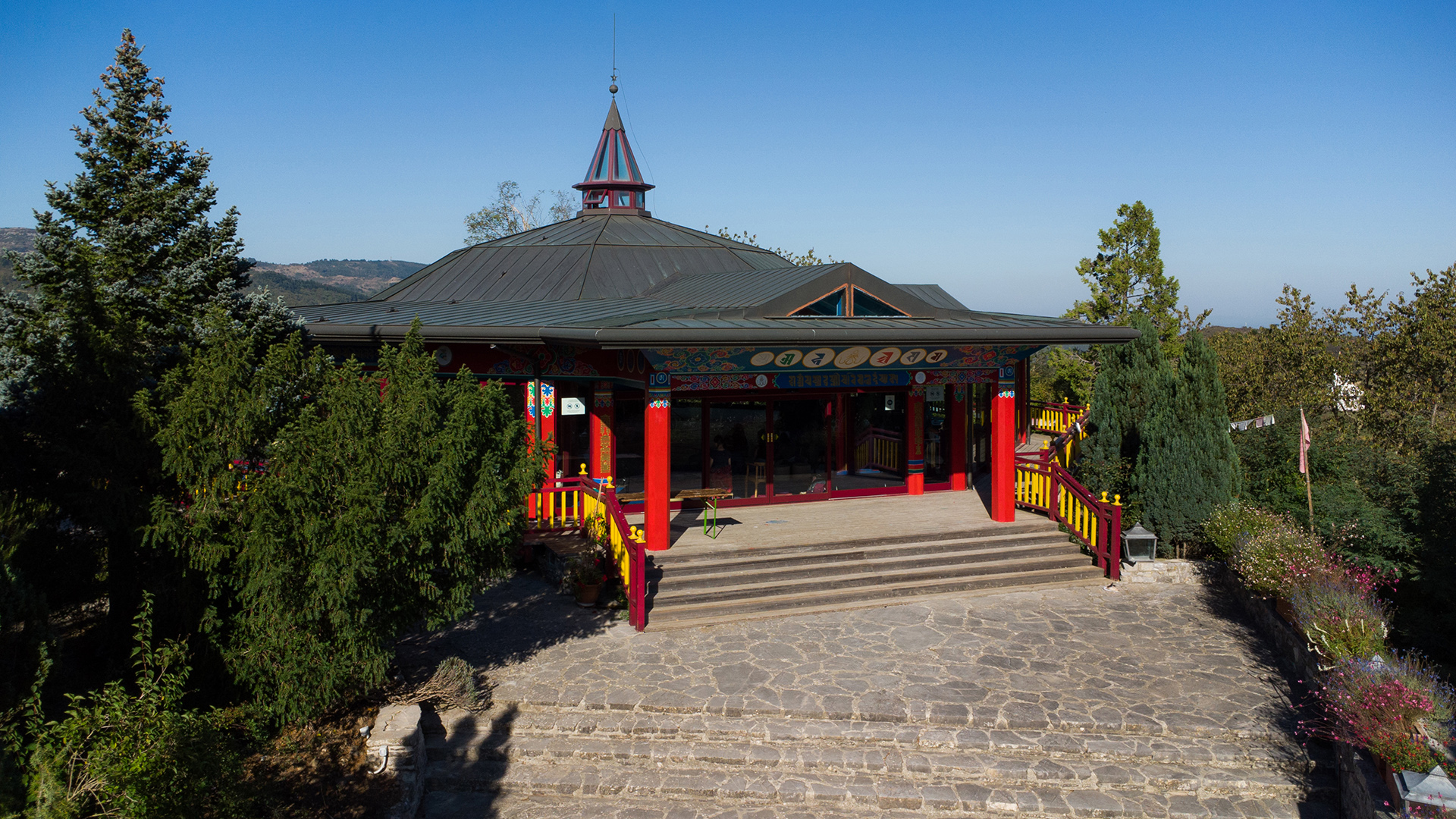
Il Gönpa di Merigar

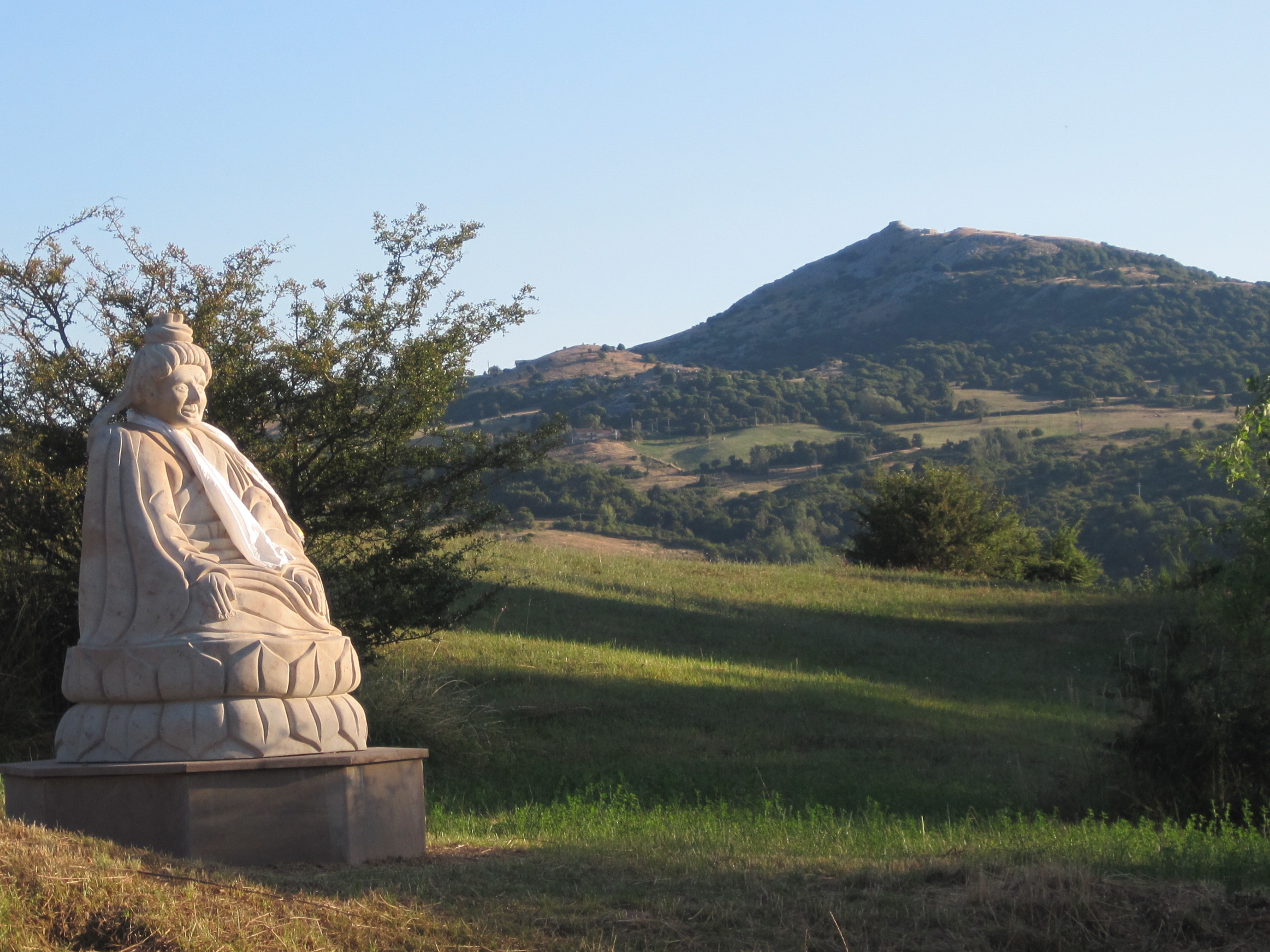
Statua di Adzom Drugpa con il Monte Labbro sullo sfondo

Merigar West è un gar Dzogchen europeo situato alle pendici del Monte Labbro, in provincia di Grosseto in Toscana. La località è denominata Merigar, che letteralmente significa residenza della montagna di fuoco, e sorge su una superficie di 50 ettari sul poggio sovrastante il borgo della Zancona, frazione di Arcidosso.

## Storia
Fondata nel 1981, Merigar è stato il primo Gar della Comunità Dzogchen ed è una associazione culturale di respiro internazionale. È nata su ispirazione e sotto la guida del Rinpoche Chögyal Namkhai Norbu come un luogo dove le persone possono incontrarsi, ricevere insegnamenti, studiarli e applicarli. La casa colonica, detta Serkhang (casa dorata),  comprende l'alloggio del Gekö, il custode, unico residente stabile e responsabile del centro, la segreteria e la mensa. Successivamente, il centro ha assunto maggiore importanza con la costruzione della biblioteca, custode di una vasta collezione di testi tibetani, e con la sala del Mandala, locale in cui viene praticata la danza del Vajra. Nel 1990, alla presenza del Dalai Lama, viene inaugurato il Gönpa, ovvero il Tempio della Grande Contemplazione, mentre nel 1998, viene ultimato il Grande Stūpa.
A Merigar hanno sede le Shang Shung Edizioni, nate nel 1983, che pubblicano scritti e opere di Namkhai Norbu e altri autori legati alla cultura tibetana, e l'Istituto Internazionale di Studi Tibetani Shang Shung, sorto nel 1989.

## Monumenti

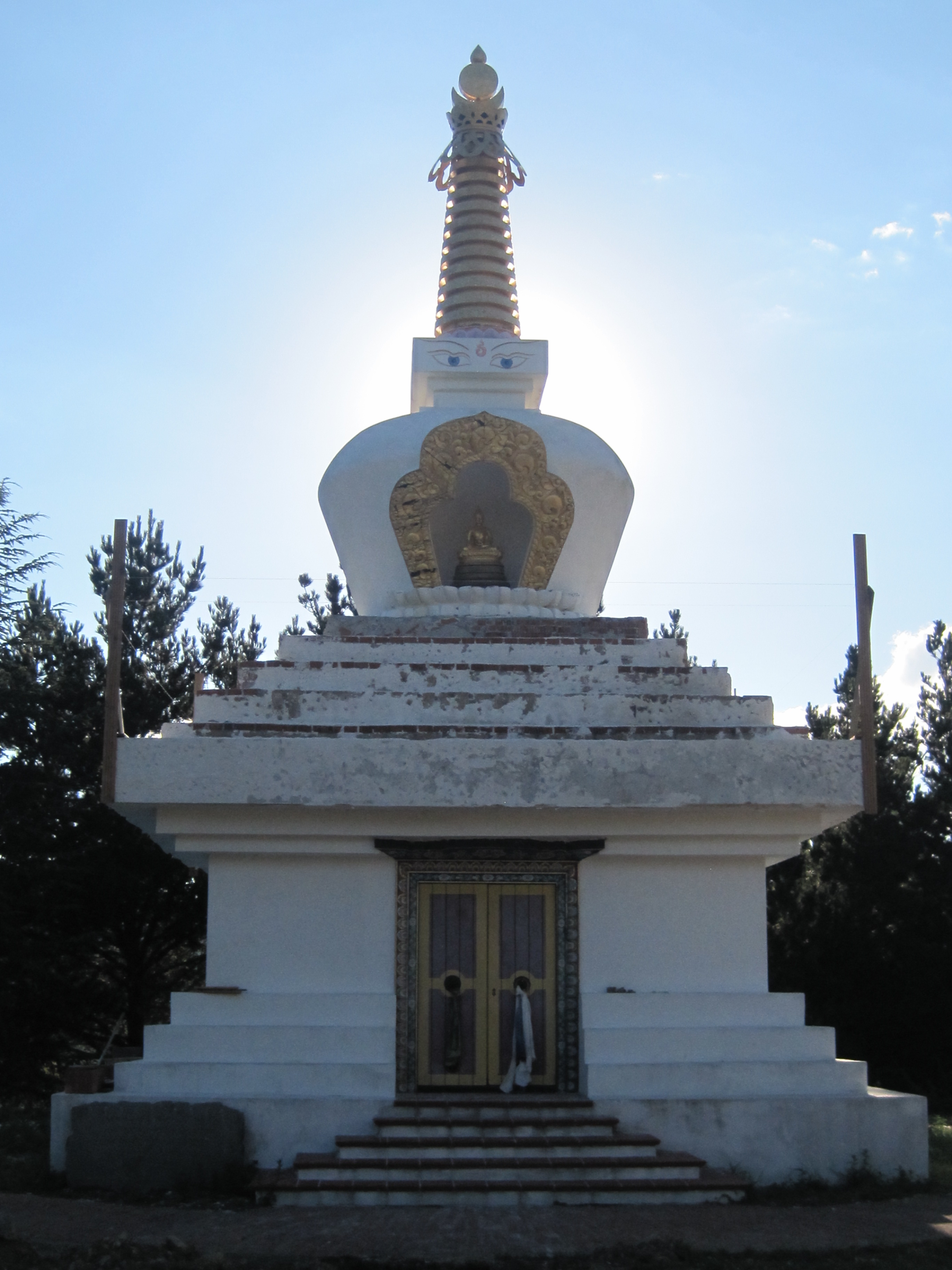
Il Grande Stūpa

- Gönpa di Merigar West, il Tempio della Grande Contemplazione, inaugurato dal XIV Dalai Lama, Tenzin Gyatso.
- Grande Stūpa di Merigar West, monumento la cui funzione principale è quella di conservare reliquie, rappresenta il corpo del Buddha, la sua parola e la sua mente che mostrano il sentiero dell'illuminazione. Ha la funzione di assicurare il benessere e la prosperità del luogo in cui viene eretto.